# Прунето
Прунето (итал. Prunetto) је насеље у Италији у округу Кунео, региону Пијемонт.
Према процени из 2011. у насељу је живело 118 становника. Насеље се налази на надморској висини од 661 м.

## Становништво
Према резултатима пописа становништва 2011. у општини је живело 471 становника.
| 1931. | 1936. | 1951. | 1961. | 1971. | 1981. | 1991. | 2001. | 2011. |
| ----- | ----- | ----- | ----- | ----- | ----- | ----- | ----- | ----- |
| 1.318 | 1.285 | 1.189 | 948   | 785   | 637   | 502   | 492   | 471   |